# Peter Buhl Jensen
Peter Buhl Jensen (født 23. april 1955 i Horsens) er en dansk overlæge, kræftforsker, forretningsmand og oncologisk serie entreprenør. Han er nuværende direktør af CHOSA oncology som er børsnoteret i Svergie. Han er grundlægger af og tidligere CEO fra Topotarget. Han har børsnoteret flere biotekselskaber som arbejder med udvikling af midler mod kræft. Peter er tillige bestyrelsesmedlem i Aida oncology. 

## Uddannelse og baggrund
Peter Buhl Jensen blev uddannet læge ved Københavns Universitet i 1984. Mens han læste medicin, døde hans far af blodkræft som 57-årig. Det førte til at Buhl Jensen blev interesseret i kræftforskning. Som 30-årig skrev han guldmedaljeafhandling på Københavns Universitet. I 1994 fik han en doktorgrad i medicin. I 1998 blev han speciallæge i intern medicin. I 2001 grundlagde han Topotarget. Fra 2001 til 2008 var han overlæge på Onkologisk afdeling, Finsen, på Rigshospitalet. Fra 2010 til 2011 var han chefonkolog ved Aalborg Universitetshospital.

## Privatliv
Peter Buhl Jensen er gift med Ulla Hald Buhl, som siden 2010 også er hans forretningspartner. De bor i Farum. Peter Buhl Jensen har seks børn, hvoraf tre er læger.